# 湊組
株式会社湊組（みなとぐみ）は、和歌山県和歌山市に本社を置く製造業である。社名は本社所在地の地名、「湊」がその由来となった。社章は白抜き丸州浜に頭文字の"M"の字で、コーポレートカラーは青色である。

## 沿革
住友金属工業（現：日本製鉄）和歌山製鉄所・同鹿島製鉄所（現：日本製鉄東日本製鉄所鹿島地区）と住金大径鋼管（現：日鉄大径鋼管）鹿島工場の発展に合わせるように、3つの会社が設立された。ここでは湊組とそれに関するグループ会社の沿革をまとめて解説する。

### 年表
- 1946年（昭和21年）4月9日：合資会社湊組を創業する[2][4]。当初の資本金は105,000円であり、大根畑が同社工場の用地となった[4]。
- 1957年（昭和32年）8月：沿岸荷役免許を取得する。
- 1961年（昭和36年）1月：一般区域貨物自動車運送事業の限定免許を取得。住友金属工業和歌山製鉄所の専属輸送を始める。
- 1965年（昭和40年）4月：資本金を4,500万円に増資する。
- 1967年（昭和42年）2月：海南支店を開設する。
- 1969年（昭和44年）4月：一般区域貨物自動車運送事業の限定免許を取得。海南鋼管（現：日本製鉄）[5]の専属輸送を行う。
- 1972年（昭和47年）6月：一般区域貨物自動車運送事業の免許を取得（※「限定」を免除）。
- 1974年（昭和49年）
  - 4月1日：株式会社湊組を設立（資本金4,500万円）し、合資会社湊組海南支店を廃止する。
  - 11月：合資会社湊組鹿島出張所を開設する。
- 1975年（昭和50年）12月：株式会社湊組の本店所在地を海南市船尾に移転する。
- 1976年（昭和51年）
  - 7月：株式会社湊組が和歌山労働基準局長「進歩賞」を受賞する。
  - 12月：合資会社湊組の工場内に全自動ステンシルラインを導入する。
- 1977年（昭和52年）
  - 1月：株式会社湊組が住友金属工業社長安全表彰を受賞する。
  - 4月：合資会社湊組が建設業（電気工事・管工事・機械器具設置工事）の認可を取得する。同年3月[6]に操業を開始した、住金大径鋼管鹿島工場の専属協力会社として加工作業を開始する。
  - 11月：社是・社訓を制定する。
- 1979年（昭和54年）
  - 1月：住友金属工業エンジニアリング本部の要請により、合資会社湊組の技術者をリビアGPCに派遣する。
  - 7月：合資会社湊組が住友金属工業鹿島製鉄所のUK工場でコーティング作業を開始する。
- 1980年（昭和55年）9月：株式会社湊組が労働大臣から「心身障害者雇用促進」の表彰を受ける。
- 1981年（昭和56年）
  - 2月：株式会社湊組が住友金属工業社長安全表彰を受賞する。
  - 6月：合資会社湊組が土木建築・鋼構造物工事の認可を取得する。
  - 12月：住金大径鋼管鹿島工場に塗覆装設備が新設されたため、異型管加工および塗覆装作業を開始する。
- 1982年（昭和57年）1月：株式会社湊組海南鋼管製造所構内における製品運搬の合理化の一環として、ストラドルキャリアを導入する。
- 1984年（昭和59年）
  - 4月：合資会社湊組が住金大径鋼管鹿島工場で構内運搬作業を開始する。
  - 11月：住友金属工業エンジニアリング本部の要請により、合資会社湊組の技術者をメキシコPMTに派遣する。
- 1985年（昭和60年）4月：合資会社湊組鹿島出張所を"鹿島支店"に格上げする。
- 1986年（昭和61年）
  - 4月：合資会社湊組が住友金属工業鹿島製鉄所の新浜地区に工場棟を新設する。
  - 11月：合資会社湊組がシートパイル（鋼矢板）の中継ぎ加工を開始する。
- 1987年（昭和62年）
  - 7月：鹿島支店において、関西新空港（当時の仮称）向け1500 φ超長尺パイプ（77 m）の加工作業に着手する。
  - 9月：合資会社湊組が関西国際空港関連工事に参加し、鋼板セル・アークの製作に着手する。
  - 12月：株式会社湊組が「健康管理優良事業所」として社会保険庁長官賞を受ける。
- 1988年（昭和63年）
  - 5月：合資会社湊組の工場内に鉄骨加工ラインを新設。併せてCADシステムを導入し、鉄骨工事業に進出する。
  - 7月：合資会社湊組の運輸部でT・T方式による作業が本格的に開始される。
- 1989年（平成元年）
  - 2月：株式会社湊組が一般区域貨物自動車運送事業、並びに港湾荷役事業（沿岸限定）免許を合資会社湊組より譲受する。
  - 11月：合資会社湊組が世界リゾート博のサンブリッジ架設工事に参加する。同社はムーンブリッジ架設工事にも参加した。
  - 12月：株式会社ミナトを茨城県に設立し、3社体制となる。
- 1990年（平成2年）
  - 1月：合資会社湊組が倉庫業の許可を受け、同事業を開始する。
  - 2月：各社の業務を再編。
    - 株式会社湊組
      - 和歌山関係の業務全般を、合資会社湊組より譲受する。

    - 株式会社ミナト
      - 鹿島関係業務全般を、合資会社湊組より譲受する。

    - 合資会社湊組
      - 資産管理会社として存続（※2022年に社名変更（後述））。

  - 3月：株式会社湊組が土木工事業の認可を取得する。
  - 6月：株式会社湊組が電気工事業・管工事業・機械器具設置工事業の認可を取得する。
  - 7月：共英製鋼和歌山製鉄所の出荷・運搬業務を開始する。
  - 12月：株式会社ミナトの新社屋が茨城県鹿嶋市国末に建つ。
- 1991年（平成3年）4月：株式会社湊組が溶接H型鋼製造工場を新設する。
- 1994年（平成6年）
  - 4月：住友金属工業和歌山製鉄所（和歌山地区）内に株式会社湊組の業務部・設備部統合ハウスが建つ。
  - 8月：住友金属工業和歌山製鉄所（和歌山地区）内に株式会社湊組の設備部・西防統合作業場が建つ。
- 1997年（平成9年）10月：住友金属工業和歌山製鉄所より、大型業務移管を受ける。
- 2001年（平成13年）12月：和歌山県和歌山市雑賀崎に株式会社湊組の物流センターを新設する。
- 2004年（平成16年）4月：株式会社湊組の本店所在地を和歌山市湊に移転する。
- 2005年（平成17年）6月：和歌山県海南市日方新浜に危険物倉庫を新設する。
- 2007年（平成19年）2月：株式会社湊組がPCB（ポリ塩化ビフェニル）廃棄物収集運搬事業を開始する。
- 2008年（平成20年）10月：住友金属工業和歌山製鉄所（海南地区）内に生産部冷管詰所が建つ。
- 2011年（平成23年）12月：株式会社湊組が貨物自動車運送事業安全性評価事業の安全性優良事業所の認定を受ける。
- 2012年（平成24年）1月：住友金属工業和歌山製鉄所（和歌山地区）内に物流部物流事務所が建つ。
- 2015年（平成27年）
  - 4月：株式会社湊組が株式会社ミナトを合併。旧ミナトは株式会社湊組鹿島支店となる。併せて、資本金を6,400万円に増資する。
  - 7月：株式会社湊組が特定建設業の許可換えを行う。同月、新日鐵住金和歌山製鉄所（和歌山地区）内に生産部中径管東詰所が建つ。
- 2016年（平成28年）
  - 3月：新日鐵住金和歌山製鉄所和歌山製鉄所（海南地区）内に生産部・物流部の統合ハウスが建つ。
  - 6月：鹿島支店設備部に新南事務所が建つ。
- 2017年（平成29年）2月：鹿島支店を鹿島事業所に改称。
- 2018年（平成30年）9月：社是・社訓を廃止。「企業理念」・「経営理念」・「企業行動規範」・「社員行動指針」の4つを制定する[7]。
- 2019年（令和元年）5月：日本製鉄和歌山製鉄所（和歌山地区）内に生産部鋼管詰所が建つ。
- 2020年（令和2年）5月：和歌山県海南市日方新浜に新浜倉庫を新設する。
- 2021年（令和3年）7月21日：公益事業財団として一般財団法人湊組グループ記念財団が設立される[8]。同財団は奨学金や学校および団体への助成金支援を目的として設立された[8]。
- 2022年（令和4年）
  - 3月28日：湊組グループ記念財団の目録贈呈式が和歌山県庁南別館で開かれる[9][10]。同財団は特別支援学校と教育活動などを行う団体に教材や用具などを寄贈した[9][10]。
  - 4月：東洋機械加工と大阪精機工作の2社（ともに子会社）と合併し、"機械加工部"が発足する。
  - 10月16日：組織改編により、合資会社湊組が株式会社湊組興産に商号を変更する。
  - 12月：日本製鉄東日本製鉄所（鹿島）構内に生産部 FK事務所が建つ。

## 事業所

### 本社
- 和歌山市湊2丁目12-24[1]

### 和歌山事業所
- 和歌山市湊1850番地（日本製鉄関西製鉄所(和歌山)構内[11]）
- 和歌山県海南市船尾260-100（日本製鉄関西製鉄所(海南)構内[11]）

上記の他、和歌山市梶取と海南市日方新浜に事業所を設けている。

### 鹿島事業所
総務部
- 茨城県鹿嶋市国末1525-1

事業所
- 茨城県鹿嶋市光3番地（日本製鉄東日本製鉄所鹿島地区構内[11]）
- 茨城県鹿嶋市新浜21番地（日本製鉄東日本製鉄所鹿島地区構内）
- 茨城県神栖市東深芝14番地（日鉄大径鋼管本社・鹿島工場構内[12]）

神栖工場
- 茨城県神栖市木崎2340番地

## グループ会社
株式会社湊組に属するグループ会社は下記の通り。
鉄鋼
- 東洋検査工業
- ウインドー
- 大亜鋼業

土木・建材・建築
- 大弘建材
- 白子松次郎商店

不動産賃貸
- 湊組興産

生活
- 誠佑記念病院
- 岩出自動車学院
- eatabell（）

石油製品販売
- Mネット[注 1]

労働者派遣事業
- TMS

一般財団法人
- 湊組グループ記念財団[8]

## 広告活動
和歌山の風景や四季の自然を用いたテレビCMが1978年（昭和53年）から放映されている。各CMの詳細は下記を参照。

### テレビCM（初代）
- 放映期間：1978年（昭和53年） - 1990年（平成2年）12月[15]
- 楽曲：『笑顔でこんにちは』
  - 歌：デューク・エイセス
- 備考：2パターンが製作されたが、ともに「湊組グループ」として放映された。同曲は湊商事（現：Mネット[注 3][13][14]）のCMソングにも使用していた。湊組グループのCMでは"湊組グループのうた「笑顔でこんにちはふるさとさん」"と表示されたテレビCMもあった。

### テレビCM（2代目）
- 放映期間：1991年（平成3年）1月 - 2015年（平成27年）3月[15]
- 楽曲：『ほほえみHOME TOWN』
  - 作詞：伊藤アキラ
  - 作曲：中崎英也
  - 歌：村井博
- 備考：当CMも「湊組グループ」[注 4]として放映され、湊商事（現：Mネット[注 3][13][14]）のCMソングにも使用していた。アナログ放送時に制作したCM映像は和歌山の四季をテーマとしたもの、地上デジタル放送移行に合わせて制作したCM映像は人々のふれあいをテーマとしたものであった。

### テレビCM（3代目）
- 放映期間：2015年（平成27年）4月 - 放映中（※2023年（令和5年）12月時点）[15]
- 楽曲：『笑顔でこんにちは 〜リニューアル版〜』
  - 作曲：京建輔
  - 編曲：山路敦司
  - 歌：大阪音楽大学声楽科大学院生（4人による重唱）
- 備考：初代CMソングをカヴァーしたものであり、初代CM内で流れた一部演出[注 5]が再演された。なお、当CMの社名テロップは「合資会社湊組 株式会社湊組」（CM内では2段表示）であったが[16]、合資会社湊組の商号変更後は「株式会社湊組 株式会社湊組興産」（CM内では2段表示）に変更している[15]。